# 大中華文庫·文心雕龍
《大中華文庫‧文心雕龍》（英語：Dragon-Carving and the Literary Mind）是《文心雕龍》的英語全譯本，以周振甫的《文心雕龍注釋》作為底本，並附有漢英對照。英語部份由楊國斌翻譯，白話文部份由周振甫所翻譯。2003年由外語教學與研究出版社出版，是大中華文庫的一部份。

## 書名
楊國斌將「文心雕龍」按字面直譯為「Dragon-Carving and the Literary Mind」（雕龍與文心）。學界對於「文心雕龍」一詞的構詞方式主要有四種看法，分別是偏正、主從、主謂、並列，其中楊國斌將「雕龍」和「文心」視為兩個並列的片語，並在此之上直譯。
戴文靜分析，他將雕龍前置可能是因為他側重於譯出原文的文學價值有初衷有關，指楊國斌認為「文心雕龍」指的是用「雕饰的语言来表达人心与思想」。 :196-197歐陽楨對於作者所譯的標題並不滿意。他指將「雕龍」的譯法是沒有問題的，但是將「文心」和施友忠同樣譯作「The Literary Mind」是一個問題，他認為這個譯法沒有真正掌握到文心的本質，認為文心的本質應該是「表現方式的心」（Manifestion of Mind）。吳光明指他的標題譯法不能表示出《文心雕龍》採討的是「如何將內在表達出來」（How expression intrinsic to what-expressed），指他的譯法平淡無奇，不如原文。

## 成書
楊國斌在北京外國語學院就讀博士期間，師從王佐良教授研究有關於《文心雕龍》英譯的問題。雖然當初他是出自於學習而研究《文心雕龍》，但是後來因為被當中的內容和美學所吸引。:123他認為，除了施友忠（指施友忠1959年所譯的《The Literary Mind and the Carving of Dragons》）以外的譯者只是部份翻譯出《文心雕龍》，譯介效果不佳，沒有達到傳播中國文化的目的。:125於是他翻譯出當中的章節，後來增補修訂後出版了全譯本。:123此書在1988年動筆，1995年完成第一稿，1999年完成第二稿，外語教學與研究出版社決定出版之後，他又將譯文重新校讀修改。
本書作為《大中華文庫》的其中一個系列，得了到中華人民共和國政府的支持。胡作友分析，中國政府相當重視弘揚中華民族傳統文化的工作，而當時中國文化在中西文化交流仍然處於逆差局面。故此《大中華文庫》的出現目的也是為了讓全世界了解中國文化，對楊國斌的翻譯上也有所影響。:123
胡作友以其出版前言分析了他的創作動機。第一是作者對於《文心雕龍》相當欣賞，翻譯這部名著可以傳播中國文論和文化。第二是出自於對劉勰文學觀和中國文化精神的認同。他亦指出作者在前言中給予了《文心雕龍》中的文學觀相當高的評價，並認為當中的文學觀作為人生哲學，翻譯之至世界可以成為當時全球化進程中的精神食糧:124。

## 體例
整書分為上下兩冊。上冊先是《大中華文庫》工作委員會楊牧之的總序，各有中英文版本。接着是作者的前言，同樣有中英文版本，緊接的是《文心雕龍》第1-25章。先是劉勰的原文，然後是白話文翻譯，再接着是英譯。下冊包括《文心雕龍》26-50篇。書末附有注釋、附錄（包括了「中國歷史年代簡表」和「人名錄」）、參考文獻、謝辭、譯者簡介。

## 翻譯風格
翻譯方面，他的譯本使用了歸化和異化翻譯兩者同時結合，但是較為側重於歸化翻譯方面:127-128，而他在譯文中盡可能不使用注解，認為讀者應該盡可能拋開注解以理解古代中國文化。
胡作友指作者較為側重於歸化翻譯是因為他希望盡可能貼近目標讀者所致的，從譯文中可見，他處理譯文時將句子的難以理解的概念都簡化了，使譯文簡潔清晰而具邏輯，使讀者容易理解，采用符合英語國家的表達方式，使讀者容易理解《文心雕龍》的含義。:127-128
吳啟雨從語料庫的翻譯風格觀察，他通過建立語料庫，並將此書和宇文所安譯本（即《中国文论: 英译与评论》中的《文心雕龍》節譯本）相比，指出楊國斌的譯本用詞上較為單一，並具傾向使用虛詞以簡化翻譯。針對術語方面，他注意到作者將「文」大多都翻譯成「Writing」，引致「Writing」作為實詞在詞頻上在此書中排第九位。他指出劉勰在原文中試圖重複「文」以賦予他多個內涵，以建立「文」的歷史地位，而楊國斌以此翻譯正是向讀者指明劉勰的寫作意圖，而希望反映中國文論的異質性，使讀者自行理解。
南京航空航天大学外国语学院范祥濤副教授分析了當中的第1-3章、26-28章，以觀察當中的文化專有項的翻譯特點。在他所選出的6章之中，文學和哲學術語佔78.8%，而他注意到楊國斌在翻譯這些詞語的時候，不會使用音譯。當中的34%盡可能保留原文的指示意義（指稱翻譯），而以非文化專有項以翻譯文化專有項的方法（絕對泛化）在當中的佔比最高，佔37%。

## 評價
歐陽楨教授指在施譯本在出版半世紀以來，學界研究有很大的進步，而此書填補了施譯本的不足。他指此書「可讀而清晰，在有需要的時候保留了詩意，在合適的時候保留了分析，使專心和聰明的非專業讀者也可以閱讀」。吳光明教授評價此書的前言「清晰而連貫，內容豐富，甚至可以稱為巧妙，讀起來感到愉快，但因為缺乏關鍵術語的定義引至部份地方含糊不清」。他指楊國斌的翻譯就像是「畫得平平淡淡而死氣沉沉的蛇」，而不是將劉勰的思想活靈活現的表明出來。他又批評，楊氏將劉勰所有的「贊」都視為「總結」看待，而這樣的理解是過度翻譯，並不正確。魯東大學副教授王曉農指此書相比起同時《大中華文庫》其他三部中國傳統文論作品而言，是上乘之作，指其「用詞簡明、行文流暢、文采斐然、可讀性較強」，但他也認為文中的思想傳譯上有美中不足，譯文和原文思想有地方並不一致，譯文的內部思想有不連貫的問題。

## 注腳
1. ↑  作者在前言中的注釋說：「我對書名的翻譯，聽取了歐陽楨教授的意見，文責當然自負」。[3]:40